# Карелия (гостиница, Санкт-Петербург)
«Каре́лия» — 16-этажный гостиничный комплекс в Красногвардейском районе Санкт-Петербурга. Открыт в 1979 году, расположен  недалеко от Полюстровского парка. В отеле 500 номеров различных категорий; действует бесплатный интернет Wi-Fi, а также ряд дополнительных услуг: автостоянка, прачечная и гладильная комнаты, салон красоты, солярий, сувенирный киоск.

## Общие сведения
Проект гостиницы был выполнен в рамках подготовки к Олимпиаде-80, гостиница стала объектом олимпийской инфраструктуры.
Проект гостиницы выполнили архитекторы М. Е. Русаков, Г. В. Костюрин.
В 16-этажном здании по проекту должно было быть расположено 250 номеров на 500 мест.
В рамках этого проекта было выполнено здание ресторана на 600 мест с 4 залами.
Оно пристроено к основному зданию гостиницы, архитектор Н. М. Натаревич.
Этот проект стал типовым и был реализован в нескольких местах города.
Гостиница была открыта в 1979 году для приёма иностранных гостей туристической организацией «Интурист».
В то время она была фешенебельным отелем и её основной специализацией был приём иностранных спортивных команд.
Это было связано с тем, что рядом с гостиницей находится Парк имени 50-летия Октября, в котором можно заниматься физкультурой.
Летом практиковались такие виды спорта как бег, бадминтон; зимой — лыжи.
После распада СССР в 1994 году была проведена приватизация предприятия, которая была выполнена с обременением отдать долги государственному бюджету.
Акции были проданы коллективу предприятия и 20 % получило ООО «Азарт», инвестиционные торги прошли осенью 1995 года.
Вместе с этим была проведена реконструкция гостиницы с выделением части номеров под бизнес-центр, под него было выделено четыре этажа одного из корпусов.
В результате номерной фонд гостиницы сократился с 453 до 357 номеров.
В этот период руководил работой гостиницы директор Игорь Коротков.
Гостиница получила сертификат три звезды и заявила о том, что планирует работать как трёхзвёздочная гостиница на протяжении неограниченного периода.
В связи с изменением статуса комплекса после реконструкции гостиница изменила название с «Гостиница „Карелия“» на «Бизнес-отель „Карелия“».
При этом правовая форма предприятия (ОАО) была сохранена.
В 2004 году была проведен ещё один ремонт гостиницы, в результате ремонта было выделено место (1000 м²) под бильярдный клуб «Катовский».
Реконструкция заняла около трёх лет, и на этот период подтверждение статуса по аттестации Департамента туризма Минэкономразвития РФ не производилось.
В 2009 году у гостиницы появилось новое отделение — хостел по адресу набережная реки Мойки, 102, построенный вместо детского сада.
В новогоднюю ночь 2012 года на 14 этаже гостиницы произошёл пожар, который тушили по третьему номеру.
Сообщение о пожаре поступило в 4:18, и в пять утра пожар был потушен.
Выгорел один номер и несколько квадратных метров коридора, было эвакуировано 40 постояльцев гостиницы.
Мероприятия
- В 2001 году в «Карелии» и в ДК Дзержинского проходил Шестой съезд объединения профсоюзов «Соцпроф». На нём было принято решение о переносе штаб-квартиры объединения в Санкт-Петербург, был выбран новый профсоюзный лидер Сергей Вотрецов и было принято решение о поддержке кандидатуры Дмитрия Медведева на президентских выборах 2008 года[10].
- 1 сентября 2009 года в гостинице проходили скандальные общественные слушания по строительству Охта-центра, на которые попали далеко не все желающие, а сами слушания проходили с нарушением существующего законодательства[11][12].